# Google桌面
Google桌面（Google Desktop）是Google公司的一款桌面搜索软件，在Windows XP或Windows 2000的SP3以上版本的个人电脑以及Mac，Linux上本地运行。 该桌面搜索程序可以对一个人的电子邮件、电子文档、音乐、照片、聊天记录和使用者浏览过的网页进行全文搜索。
“Google桌面”不是开源、自由的软件，但是在遵守最终用户使用条款（EULA）的前提下，用户可以免费下载使用。安装完成后，“Google桌面”会花费数百MB的空间和一定时间来建立索引，并在每次开机的时候自动启动，以实现搜索本地资源的功能。用户也可以自由选择关闭、删除该软件。

## 历史
“Google桌面”最初是在Windows Vista中可能提供的文件和网络搜索功能的影响下开发。一些人声称“Google桌面”和Mac OS X v10.4操作系统的Spotlight部分一样，都从微软2003年的专业开发者大会（PDC）上演示的Vista桌面搜索中获得了灵感。因为“Google桌面”或许可以进行对Google的私有搜索算法进行逆向工程，所以它得到了许多关注。
“Google桌面”2.0版的测试版（Beta版）於2005年8月22日发布。它和1.0版的主要区别是增加了补充工具栏（sidebar）。补充工具栏是一个可以显示个性化信息的面板，它可以放在Windows桌面某一侧，显示实时的新闻、电子邮件、照片、股票和天气等信息。补充工具栏还包括了一个可以搜索个人电脑或其他Google搜索类型（如网页、图片、资讯、论坛等）的搜索框。
“Google桌面”2.0版于2005年11月3日正式推出，新的特色包括Google Maps的补充工具栏插件和更多对开发人员的帮助支持。
“Google桌面”3.0版的测试版于2006年2月9日发布。它开始支持对网络上多台计算机进行检索，这是本版中最为重大的改进，可以实现搜索远程电脑桌面的功能。无论你在家中还是在单位，都可以共享不同电脑中的资源。这一功能看上去很美，不过也备受争议。要实现此功能，用户必须允许程序将你的搜索资料复制到Google的服务器上去，虽然文件传送过程是加密的，但不可否认，存在一定安全隐患。
“Google桌面”3.0版于2006年3月14日正式推出，这个版本中的快速查找框，在你的桌面上的任意地方只要按两次“ctrl”键，它就会出现。
2011年9月2日，Google進行業務大整頓，將關閉Google桌面。

## 版本歷史
Microsoft Windows
- Google Desktop beta:2004年10月14日
- Google Desktop 2 beta:2005年8月22日
- Google Desktop 2 graduated from beta:2005年11月3日
- Google Desktop 3 Beta:2006年2月9日
- Google Desktop 3 graduated from beta:2006年3月14日
- Google Desktop 4 Beta:2006年5月10日
- Google Desktop 4 graduated from beta:2006年6月27日
- Google Desktop 4.5:2006年12月14日
- Google Desktop 5 Beta:2007年3月6日
- Google Desktop 5.1:2007年4月27日
- Google Desktop 5.5:2007年10月2日
- Google Desktop 5.7:2008年8月22日
- Google Desktop 5.8:2009年1月30日
- Google Desktop 5.9:2009年7月8日

Mac OS X
- Google Desktop 4.5:2006年11月14日
- Google Desktop 5 Beta:2007年3月6日
- Google Desktop 5.1:2007年4月27日
- Google Desktop 5.5:2007年10月2日
- Google Desktop 5.7:2008年8月22日
- Google Desktop 5.8:2009年1月30日

Mac OS
- Google Desktop 1.0:2007年4月
- Google Desktop 1.4 beta:2007年11月29日

Red Hat Linux
- Google Desktop 1.0:2007年6月27日
- Google Desktop 1.1:2007年12月18日

## 技术
在第一次安装的时候，“Google桌面”会进行一次完整的本地文件索引编制。在此以后，软件就只会根据需要进行局部的索引编制。